# 무흐타르한 딜다베코프
무흐타르한 코블란베코비치 딜다베코프(카자흐어: Мұхтархан Қабыланбекұлы Ділдәбеков 무흐타르한 카블란베쿨르 딜대베코프, 러시아어: Мухтархан Кобланбекович Дильдабеков, 1976년 3월 19일~)는 카자흐스탄의 권투 선수, 지도자, 체육행정인이다. 2000년 하계 올림픽에서 슈퍼헤비급 은메달을 획득했으며 세계 선수권 대회에서 은메달 1개를 획득했다. 또한 아시안 게임에서 금메달 1개, 은메달 2개, 아시아 선수권 대회에서 은메달 1개, 동메달 1개를 획득했다.